# ThyssenKrupp Marine Systems
ThyssenKrupp Marine Systems  (TKMS) est une entreprise de construction navale allemande, division de ThyssenKrupp. Il est l'un des principaux chantiers navals européens. Il construit des navires marchands, des sous-marins, des bâtiments de surface, des navires spéciaux, des yachts de luxe. TKMS possède également une importante activité de maintenance et de réparation de navires. Son siège social est à Hambourg.

## Histoire
ThyssenKrupp Marine Systems a été créé le 5 janvier 2005 par la fusion de ThyssenKrupp Werften, filiale de ThyssenKrupp, avec Howaldtswerke-Deutsche Werft. Howaldtswerke-Deutsche Werft apporte à la nouvelle société ses filiales suédoise (Kockums) et grecque (Hellenic Shipyards). ThyssenKrupp possède alors 75 % de TKMS. En janvier 2009, ThyssenKrupp rachète les parts du fonds private equity One Equity Partners (25 %) et détient 100 % du capital de la société. TKMS a réalisé en 2009 un chiffre d'affaires de 1 211 millions d'euros avec un effectif de 5 490 salariés. TKMS a des sites de production en Allemagne, en Suède et en Grèce.
ThyssenKrupp, très endetté, a vendu ses chantiers de construction navale de navires de surface civile et militaire de Nordseewerke Emden en 2010, de HDW-Gaarden (Kiel, 2011) et annonce en décembre 2011 être en négociations avec le fonds d'investissement britannique Star Capital Partners pour la revente de Blohm + Voss. Blohm + Voss emploie environ 1 600 personnes. C'est cette filiale qui concentre les activités civiles de TKMS (yachts).
En juin 2014, ThyssenKrupp revend les chantiers navals de Kockums — acquis par HDW en 1999 — à Saab AB pour 50 millions d'euros.
Leader de la construction navale allemande militaire - un secteur qui réalise 1 milliard d'euros de chiffre d'affaires en moyenne -, le constructeur de bâtiments de surface et de sous-marins s'est depuis la fin des années 2010 mis à dos la Deutsche Marine et la DBAAiNBw. Les déboires inquiétants des programmes de corvettes K130, de frégates de défense aérienne F124 et de frégates F125 et des sous-marins du type 212 ont tous accumulé des années de retard et de surcoûts et révélé de graves défaillances techniques et technologiques . Certains évoquent 30% de surcoûts pour le programme F125, dont le premier exemplaire a dû revenir dans les chantiers pendant plus d'un an. Les différents programmes ont en outre affiché des performances bien moindres que ce que leur cahier des charges contenait pourtant.
À la suite de ces évènements, la maison-mère ThyssenKrupp veut de plus en plus se séparer de sa division navale, et plusieurs solutions sont envisagées. En mai 2020, ce sont d'abord Lurssen/German Naval Yard Kiel (bâtiment de surface) et de Rheinmetall (sous-marins). Puis en 2024, le ministère de l’Économie allemand étudie une entrée de l’État fédéral, de la banque publique KfW et la société de capital-investissement Carlyle dans le capital de TKMS, mais y renonce finalement,. Plus tard, à l'occasion du salon Euronaval 2024, Fincantieri fait connaitre à TKMS et aux autorités allemandes son intérêt pour un rapprochement entre les deux entreprises.

## Activité
TKMS est en particulier le leader mondial incontesté des sous-marins conventionnels, avec 60 % de parts de marché. Cette domination s’est construite à partir des années 1960 avec le lancement de son offre Type 209. Ce sous-marin diesel-électrique a été vendu à 69 exemplaires au profit de 14 marines.
Toutefois, sur la période 2000-2014, sa part de marché a reculé, pour se situer autour de 48%. TKMS a notamment perdu 2 appels d’offres sur ses marchés historiques (Inde 2005 et Brésil 2009), et manque un contrat australien en 2016, tous trois remportés par le Français DCNS.
Construit par le chantier naval Howaldtswerke-Deutsche Werft, son sous-marin conventionnel type 209, livré à de nombreuses marines à travers le monde, est le sous-marin conventionnel le plus vendu après la Seconde Guerre mondiale.
TKMS fournit la marine allemande, mais également les marines d'Afrique du Sud, d'Australie, de Colombie, de Corée du Sud, de Grèce, d'Israël, d'Italie, du Portugal, du Pakistan, de Suède, de Turquie…
Parmi ses productions actuelles : 
- les frégates F124 et F125,
- les frégates type MEKO,
- les corvettes K130 et VISBY,
- les sous-marins conventionnels  type 209, type 212, type 214, type 218SG, classe Gotland, classes Dolphin I et II (uniquement dédiée à son client israélien).
- Navire de recherches FS751[2].

## Divisions
Ces filiales sont organisées en trois divisions principales :  
- Howaldtswerke-Deutsche Werft, qui comprend l'activité sous-marins de Hellenic Shipyards SA et de Kockums AB
- TKMS Blohm + Voss Nordseewerke, qui comprend l'activité bâtiments de surface de Hellenic Shipyards SA et de Kockums AB
- Blohm + Voss Shipyards & Services, constitué de Blohm + Voss Shipyards GmbH, Blohm + Voss Industries GmbH et Blohm + Voss Repair, regroupe les activités civiles de TKMS.

### Filiales
Ses différentes filiales sont en 2011 :  
- Howaldtswerke-Deutsche Werft : basé à Kiel, a été un constituant de TKMS en janvier 2005. Son siège social a été déplacé à Hambourg, ses principaux sites de production sont situés à Emden, Karlskrona et Malmö (Suède), Scaramanga (Grèce).
- Kockums : basé à Malmö en Suède, fabrique des sous-marins et des bâtiments de surface pour la protection du littoral. Cédé à Saab AB en 2014.
- Hellenic Shipyards : basé à Scaramanga (Grèce).
- Blohm + Voss Naval : fabrique des frégates, des corvettes, des navires multi-rôles, des navires de patrouille, des bâtiments auxiliaires
- Blohm + Voss Industries : fabrique des éléments pour tous les types de navires, tels que des éléments d'étanchéité, des éléments de transmission, des systèmes de stabilisation, des éléments de direction, des séparateurs de caissons de coque...
- Blohm + Voss Repair : assure de la maintenance et de la réparation de navires
- Blohm + Voss Shipyards : fabrique des yachts de luxe
- Emder Werft und Dockbetriebe : ancien département réparations de Nordseewerke-Yard, principalement actif dans la réparation et la maintenance de navires marchands, de bâtiments de surface, de sous-marins, de bâtiments offshore